# Exechiopsis intersecta
Exechiopsis intersecta är en tvåvingeart som först beskrevs av Johann Wilhelm Meigen 1818.  Exechiopsis intersecta ingår i släktet Exechiopsis och familjen svampmyggor. Enligt den finländska rödlistan är arten nära hotad i Finland. Arten är reproducerande i Sverige. Artens livsmiljö är lundskogar. Inga underarter finns listade i Catalogue of Life.